# Neolythria montana
Neolythria montana là một loài bướm đêm trong họ Geometridae.